# Луи I Орлеански
Луи I Орлеански (на френски: Louis Ier d'Orléans; * 13 март 1372, Париж, Кралство Франция; † 23 ноември 1407, Париж, Кралство Франция) e херцог на Орлеан от 1392 г.

## Произход
Син е на краля на Франция Шарл V Мъдрия от династията Валоа и Жана дьо Бурбон, дъщеря на Пиер I Бурбон. Той е по-малък брат на краля на Франция Шарл VI Безумния.

## Биография

### Спорна сватба
Елизабета Котроманич, кралица на Унгария и Полша, след смъртта на съпруга си е регентка на малолетната си дъщеря Мария Унгарска. За да не загуби реалната регентска власт, започва преговори с краля на Франция Шарл V Мъдри, предлагайки ръката на Мария на неговия син Луи Орлеански. Ситуацията е усложнена от обстоятелството, че преди това следва да се развали годежа със Сигизмунд Люксембургски, за което е необходимо папско разрешение, а Унгария и Франция признават различни папи в условията на продължаващата Велика Западна схизма. Признаваният от Франция за папа Климент VII дава разрешение за разваляне на годежа.
След това през април 1385 г. става условна сватба между Мария и Луи Орлеански, в отсъствие на жениха. Сигизмунд и унгарските дворяни не признават този брак. Четири месеца по-късно Сигизмунд нахлува в Унгария с войски и въпреки противодействието на кралица Елизабета Котроманич сам се жени за Мария Унгарска.

### Участие в бала, обхванат в пламъци
На 28 януари 1393 г. Луи присъства на печално известния „Бал, обхванат в пламъци“, който е организиран от кралица Изабела Баварска в чест на сватбата на придворната дама Катерина дьо Фастоврин. Кралят и пет дворяни се появяват на празника в костюми на диваци. Това са ленени дрехи със залепена разресана вълна, прикрепена към дрехите със смола или восък. Танцувайки, кралят се приближава към херцогиня Дьо Бери, а в това време Луи Орлеански невнимателно поднася факел към костюма на един от преоблечените, който мигновено се подпалва. Пламъкът се пренася към други участници в маскарада, възниква паника. Херцогиня Дьо Бери не се изплашва: поваля краля на пода и потушава пламъка с полите си. Освен Шарл VI се спасява само още един маскиран, който се хвърля във ведро с вода; останалите загиват.

### Конфликт за регентството с херцога на Бургундия Жан Безстрашни
На 27 април 1404 г. умира херцог Филип II Смели и синът му Жан Безстрашни, граф на Шароле, наследява Херцогство Бургундия. Още в началото на управлението си Жан Безстрашни влиза в конфликт със своя първи братовчед херцог Луи Орлеански. Тяхното съперничество прераства в Арманяко-бургундската гражданска война. Причината е засилващото се умствено заболяване на френския крал Шарл VI. Той страда от шизофрения или биполярно разстройство. Затова, Луи Орлеански си оспорва регентството и настойничеството над него с Жан Безстрашни. Враждата между двамата е публично известна и е източник на политически вълнения и смутове във Франция. Луи има първоначално предимство като брат, а не като първи братовчед на краля, но репутацията му на женкар и слуха за любовната афера с кралица Изабела Баварска го прави изключително непопулярен.
След поредица от интриги, при които дофинът Луи Гиенски, годеник на дъщерята на Жан Безстрашни, е последователно отвличан от двете враждуващи страни, Жан Безстрашни успява да издейства от краля с указ да бъде определен за пазител на дофина. Това не му донася решителен превес. Луи не се отказа и прави всичко възможно да саботира правата на Жан Бургундски, включително и прахосва средствата, събрани и преназначени за освобождаването на град Кале, тогава окупиран от англичаните.

### Убийство
Луи е убит на 23 ноември 1407 г. на улицата в Париж по заповед на херцога на Бургундия Жан Безстрашни. Жан Безстрашни признава, че е организирал убийството на Луи Орлеански, оправдавайки го с извършени престъпления от него.

## Брак и потомство
∞ 17 август 1389 в Мелюн за Валентина Висконти (* 1371, Милано или Павия, Сеньория Милано; † 4 декември 1408 в двореца в Блоа, Кралство Франция), дъщеря на Джан Галеацо Висконти, херцог на Милано, и първата му съпруга принцеса Изабела дьо Валоа, дъщеря на френския крал Жан II Добрия и Бона Люксембургска. Полусестра е на последните милански херцози Джовани Мария Висконти и Филипо Мария Висконти. От брака има седем сина и три дъщери. Само четири от тях остават живи:
- дъщеря (* / † май ок. 1390, Париж, погребана в църква „Сен Пол“)[1][2]
- Луи-Шарл Орлеански (* 26 май 1391, кралска резиденция „Сен Пол“, Париж; † пр. 27 септември ок. 1395, кралска резиденция „Сен Пол“, Париж, погребан в Църквата на целестинците)
- син Орлеански († 1392, като бебе)
- Жан-Филип Орлеански (* 1393, Париж; † пр. 31 октомври 1393, замък Венсен, погребан в Църквата на целестинците в Париж)
- Шарл Орлеански (* 24 ноември 1394, кралска резиденция „Сен Пол“, Париж; † 4 януари 1465, замък на Амбоаз, погребан в Църквата на целестинците, Париж), херцог на Орлеан (от 1407), граф на Ангулем, един от най-известните поети на 15 век и баща на краля на Франция Луи XII; ∞ 1. 6 юни 1407 в Оаз за Изабела Френска (* 9 ноември 1389, Лувър, Париж; † пр. 9 септември 1409, Блоа), дъщеря на френския крал Шарл VI и на съпругата му Елизабет фон Байерн-Инголщад; имат една дъщеря 2. 15 август 1410 за Бона д'Арманяк (* 13 февруари ок. 1395, Лавардан, † ок. 1430/16 ноември 1435, Кастелно дьо Монмирал), дъщеря на графа на Арманяк Бернар VII и на съпругата му Бона дьо Бери, бездетни 3. 26 ноември 1440 в Сент Омер за Мария дьо Клев (* ок. 19 септември 1426; † юли 1486, Шони ан Пикарди), дъщеря на херцога на Клев Адолф II и съпругата му Мария Бургундска, имат един син и две дъщери.
- Филип Орлеански (* юли 1396, Аниер сюр Оаз; † 1 септември 1420, Божанси, погребан в Църквата на целестинците в Париж), граф на Вертю и Порсиен, има един извънбрачен син
- Луи Орлеански (* 1398, † като малък)
- Мария Орлеанска (пр. 11 април 1401, замък на Куси; † сл. 8 август 1401)
- Жан Орлеански Добрия (* 1400, замък на Коняк, † 30 април 1467, Шарант, погребан в Катедрала „Сен Пиер“ в Ангулем), граф на Ангулем и Перигор, дядо на френския крал Франсоа I; ∞ 31 август 1449 (договор) за Маргарита дьо Роан († 1497), дъщеря на виконта на Роан Ален IX и съпругата му Маргарита Бретанска, от която има двама сина и една дъщеря; има и един извънбрачен син
- Маргарита Орлеанска (* (ок.) 1406, † 24 април 1466, погребана в абатство дьо Лагиш до Блоа), херцогиня на Вертю (1406 – 1466), баба на Анна Бретанска – херцогиня на Бретан и кралица на Франция; ∞ 29 август 1423 в замъка на Блоа за Ришар дьо Дрьо (* кр. на 1395, † 2 юни 1438), граф на Етамп, син на Жан IV, херцог на Бретан, и на съпругата му инфанта доня Хуана Наварска, от която има двама сина и пет дъщери.

От Йоланда, наречена Мариета д’Ангиан, дъщеря на Жак д’Ангиан, кастелан на Мон, има един син:
- Жан Орлеански, нар. Извъбрачни Орлеански, по-късно Жан Дюноа (* февруари 1403, † 24 ноември 1468, замък Лей ((L'Haÿ-les-Roses))), граф на Дюноа, бие се с Жана д'Арк при обсадата на Орлеан

Неговият внук Луи Орлеански (син на Шарл) става през 1498 г. като Луи XII крал на Франция, като наследник на крал Шарл VIII, който няма мъжки наследник. Неговият правнук Франсоа дьо Ангулем (внук на неговия син Жан) става през 1515 г. крал на Франция като Франсоа I, зет и наследник на умрелия без мъжки наследник Луи XII.
През 1502 г. Луи XII поръчва в Генуа голям надгробен паметник за своите дядо и баба. През 1516 г. произведението пристига във Франция и е поставено в манастира с надгробните фигури на Дом Орлеан. Днес този надгробен паметник се намира в южната част на базиликата „Сен Дени“.